# Gurbaksh Chahal
 (août 2023).
Si vous disposez d'ouvrages ou d'articles de référence ou si vous connaissez des sites web de qualité traitant du thème abordé ici, merci de compléter l'article en donnant les références utiles à sa vérifiabilité et en les liant à la section « Notes et références ».
Compléments
Site officiel : http://about.me/gchahal/
Gurbaksh Chahal (17 juillet 1982 en Inde) est un entrepreneur, conférencier motivateur, auteur de best-sellers, philanthrope américain d'origine indienne.

## Biographie
Son histoire est une parfaite illustration du rêve américain.[non neutre] Ses parents ont en effet quitté l'Inde en 1985 pour les États-Unis avec à peine 25 $ en poche. À l'âge de 25 ans, il a déjà fondé deux compagnies de publicité valant près de 340 millions de dollars à la vente.
Aujourd'hui[Quand ?] multimillionnaire, il est décrit par Oprah Winfrey comme l'un des plus jeunes et des plus riches entrepreneurs de la planète Terre.  

## Origine et débuts
Gurbaksh Chahal est né dans la ville de Tarn Taran près d'Amritsar, au Pendjab au Nord-Ouest de l'Inde. Ses parents, Atvar et Arinder Chahal obtiennent en 1985 un visa pour les États-Unis grâce à un système indien de loterie. L'année suivante, ils s'installent à San José en Californie. Arrivés avec à peine 25 dollars en poche, ils enchainent les petits boulots pour offrir un meilleur avenir à leurs quatre enfants.

## Entrepreneur
Pour la famille Chahal, comme pour beaucoup d'immigrés, l'éducation était primordiale. Pourtant Gurbaksh quitte l'école à 16 ans pour créer sa première entreprise, Click Agents, une agence de publicité internet qu'il vendra deux ans plus tard pour 40 millions de dollars.

## Apparitions télévisées
Gurbaksh est apparu sur le show d'Oprah Winfrey et une émission intitulée Secret Millionaire. Il a également fait plusieurs entrevues dans lesquels il a partagé ses expériences personnelles et le chemin qu'il a emprunté pour en arriver là où il est.